# Melvin Rhyne
Melvin Rhyne (Indianapolis, 12 oktober 1936 – aldaar, 5 maart 2013) was een Amerikaanse jazz-organist, die voornamelijk bekend werd door zijn werk bij gitarist Wes Montgomery.
Rhyne speelde halverwege de jaren vijftig als pianist bij Roland Kirk (1955/1956). Hierna stapte hij over op het orgel, met name de Hammond B-3. Hij werkte met blues- en rhythm & blues-musici als T-Bone Walker en B.B. King en werd in 1959 lid van de groep van Montgomery. In de jaren tot 1964 speelde hij mee op vier albums van Montgomery voor Riverside. Daarna werd het stil rond de organist, tot hij begin jaren negentig meespeelde op albums van Herb Ellis en Brian Lynch en zelf als leider albums ging opnemen voor Criss Cross, de laatste in 2007. Rhyne werkte verder mee aan plaatopnames van onder meer Ronald Muldrow, Mark Ladley, Tenor Triangle, Nicholas Payton, Kyle Asche en Ray Appleton. Met Appleton heeft Rhyne ook enige tijd een kwartet gehad. Vanaf 2008 had Rhyne een groep met Rob Dixon (met onder meer Fareed Haque), dat voor Owl Studios het album 'Reinvention' opnam.

## Discografie
Als leider:
- Organ-izing, Jazzland, 1960
- The Legend, Criss Cross, 1991
- Boss Organ, Criss Cross, 1993
- Mel's Spell, Criss Cross, 1995
- Stick to the Kick, Criss Cross, 1995
- Remembering Wes, Criss Cross, 1999
- Kojo, Criss Cross, 1999
- Classmasters, Criss Cross, 2000
- Tomorrow Yesterday Today, Criss Cross, 2004
- Front & Center, Criss Cross, 2007

- Bibliothèque nationale de France: cb139244118 (data)
- Gemeinsame Normdatei: 13483108X
- International Standard Name Identifier: 0000 0000 5514 5638
- Library of Congress Control Number: n92017120
- MusicBrainz: d07ac056-8e11-4fe8-8e0c-11d591800fa8
- SNAC: w6hg1gn0
- Système universitaire de documentation: 124285554
- Virtual International Authority File: 54334605
- WorldCat: E39PBJqk83mTQv4yCvvtgkKDbd